# История евреев в Перу
История евреев в России — история евреев на территории Перу.

## История
История евреев в Перу начинается с прихода миграционных потоков из Европы, Ближнего Востока и Северной Африки.
Некоторые еврейские путешественники прибыли во время испанского завоевания, хотя тогда только христианам разрешалось принимать участие в экспедициях в Новый Свет. Сначала они жили без ограничений, потому что инквизиция не была активна в Перу в начале наместничества. Затем, с появлением инквизиции, «новых христиан» начали преследовать, а в некоторых случаях казнить. В этот период этих людей иногда называли «марраносами» («свиньями»), «новообращёнными» и «кристианос нуэвос» (новыми христианами), даже если их воспитывали как католиков с рождения.
Чтобы избежать преследования, эти колониальные евреи, в основном сефарды, поселились большей частью в северных высокогорьях и джунглях. Они вступали в брак с коренными жителями и неевреями-европейцами (в основном испанцами и португальцами) в некоторых районах, ассимилировавшись с местным населением. Их потомки смешанной расы воспитывались с синкретическими католическими, еврейскими, европейскими и андскими ритуалами и верованиями.

## Представители
Сегодня в Перу проживает около 3000 евреев, и только две организованные общины в городах Лима и Икитос. Они внесли значительный вклад в экономику и политику Перу; большинство в столице (и стране) ашкеназы.
Некоторые занимали заметные посты:
- Саломон Лернер Гитис был премьер-министром Перу в 2011 году, во время президентства Ольянты Умала.
- Эфраин Гольденберг[англ.] занимал пост премьер-министра (1994–1995 годы), министра иностранных дел (1993–1995 годы) и министра финансов (1999–2000 годы) в правительстве Альберто Фухимори.
- Элиан Карп (англ. Eliane Karp) была антропологом и первой леди Перу.
- Педро Пабло Кучински, бывший президент Перу.
- Саломон Либман, футболист.
- Егуде Симон занимал пост премьер-министра Перу с 2008 по 2009 год, во время второго президентства Алана Гарсии.
- Дэвид Вейсман[англ.] был вторым вице-президентом Перу в правительстве Алехандро Толедо, с 2001 по 2006 год.